# 延安地区
延安专区，陕西省已撤消的专区。
1950年由陕北行署直属县设置。在今陕西省北部。辖延安、甘泉、安塞、志丹、延长、宜川、洛川、黄陵、黄龙、宜君、鄜县、吴旗等县。专员公署驻延安县（在今延安市）。1956年子长、延川二县划入。1958年撤销黄龙、宜君、甘泉、安塞、吴旗、延川、郁县七县。1961年恢复黄龙、宜君、甘泉、安塞、吴旗、延川、鄜县七县。1964年鄜县改名富县。1969年改置延安地区。